# Izoplit
Izoplit (ruso: Изопли́т) es un asentamiento de tipo urbano de Rusia perteneciente al raión de Konakovo de la óblast de Tver.
En 2021, el territorio del asentamiento tenía una población de 3328 habitantes, de los cuales 1197 vivían en el asentamiento de Izoplit y 2131 en una pedanía rural, el posiólok de Ozerkí.
Se ubica unos 30 km al oeste de la capital distrital Konakovo y unos 30 km al sureste de la capital regional Tver, separado de ambas ciudades por la autovía M11.

## Historia
Fue fundado por la Unión Soviética en la década de 1930, para dar alojamiento a los trabajadores de un centro de extracción de turba. Adoptó estatus de asentamiento de tipo urbano en 1946. La empresa local minera evolucionó a lo largo de las décadas posteriores hacia una fábrica de aislantes térmicos, pero su quiebra en la primera década del siglo XXI llevó al asentamiento a perder más de la mitad de su población. En 2013, la empresa finlandesa Paroc ha intentado reflotar el negocio construyendo una nueva fábrica de aislantes en el asentamiento.